# Alfred Hermansson
Alfred Pontus Hermansson, född 14 maj 1855 i Borås, död 8 juli 1925 i Laxå, var en svensk fotograf.
Alfred Hermansson var son till kattuntryckaren Anders Hermansson i Örebro. Han studerade till fotograf och övertog 1875 både Herman Stafhells ateljé i juvelerare Dahlströms gård och J.S.P. Frankes ateljé i Björkegrenska hotellet i Örebro. Johan Lindström Saxon har i sina ungdomsminnen berättat om Hermansson som ingick i hans umgängeskrets. Han hade dock svårt att få lönsamhet i sin verksamhet i hård konkurrens med Bernhard Hakelier. 1889 flyttade han till Kristinehamn där han drev fotoateljé till omkring 1900, då han överflyttade sin verksamhet till Laxå.